# مونتاجو (ملابس)

مونتاجو (ملابس)

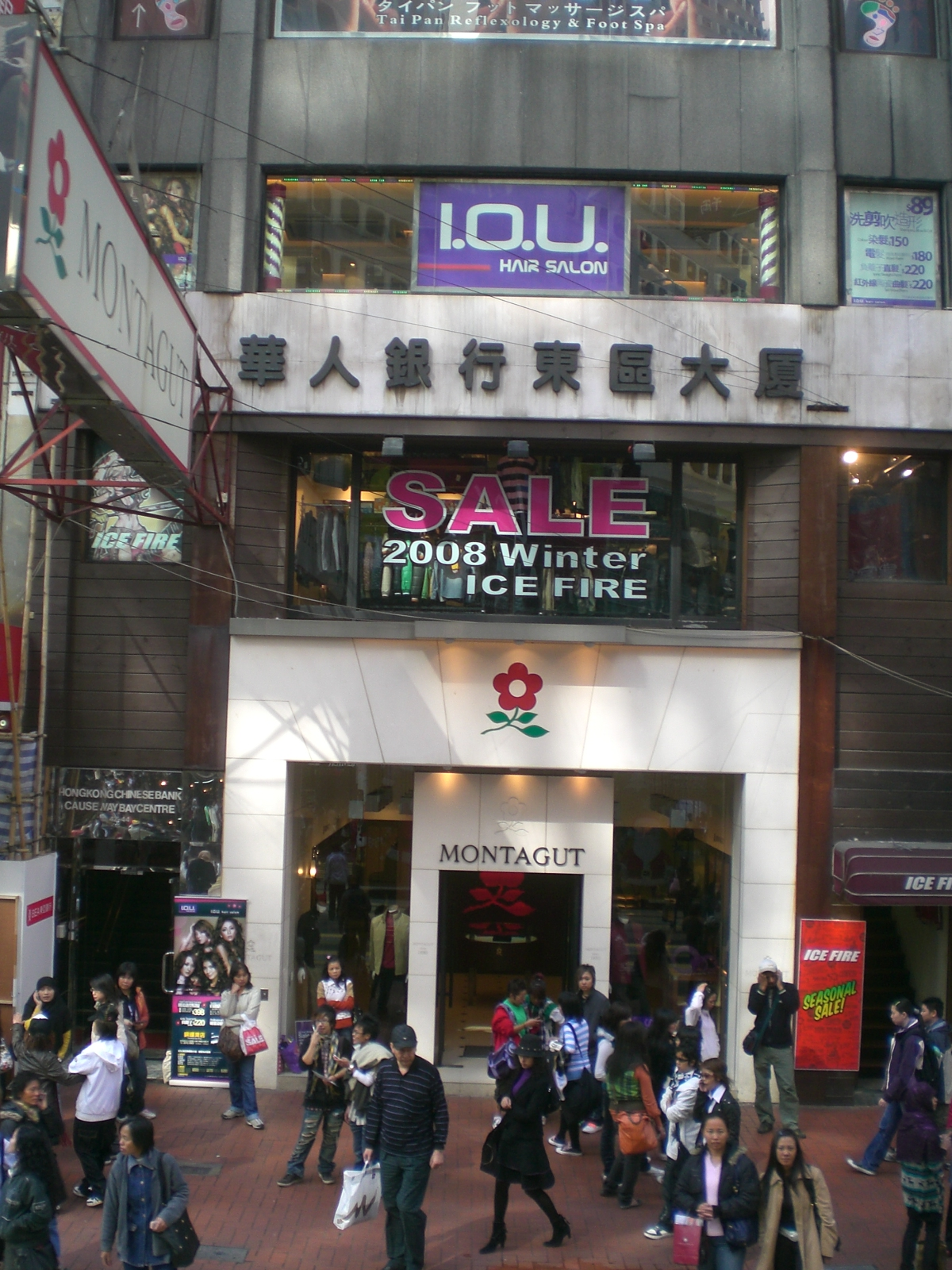
تسوق في هونغ كونغ

مونتاجو هي شركة ملابس تقع في سانت سافيو دو منتاجو في وادي أيوزن بفرنسا . هناك ، في عام 1880 ، أسس الجد الأكبر لبيير جروس مصنعًا لغزل الحرير. استمر هذا النشاط من جيل إلى جيل. في عام 1925 ، أنشأ جورج تينلاند (جد بيير) مصنعًا للحياكة في نفس الموقع. كان تينلاند أول من باع الملابس الداخلية والجوارب الحريرية من مونتاجو. حققت هذه المنتجات نجاحًا تجاريًا كبيرًا بين الحربين العالميتين.[بحاجة لمصدر] في وقت مبكر من عام 1939 ، بدأ مونتاجو العمل على الألياف الاصطناعية وسرعان ما أصبح خبيرًا في حياكة الحرير الصناعي والألياف الاصطناعية . في عام 1952 ، اتحدت عائلتا تينلاند وجروس ، وبدأ ليو جروس ، والد بيير ، في تعديل آلات حياكة الجورب لإنتاج سترات.
في عام 1962 ، اخترع ليو جروس فيل لومير ، وهو خيط لامع ولامع وقوي ومرن. مع مرور الزمن الملابس وقمصان البولو المصنعة مع فيل لومير سرعان ما أصبحت ناجحة في فرنسا خارجها.
اليوم ، مونتاجوت حاضرة ومعروفة في العديد من البلدان بالجودة العالية لملابسها.[بحاجة لمصدر] وهي معروفة بشكل خاص في الصين. بعد أن دخلت السوق منذ أواخر السبعينيات ، نما وجودها بشكل كبير إلى أكثر من 3000 متجر في جميع أنحاء البلاد اعتبارًا من عام 2007. 

## روابط خارجية
- الموقع الرسمي
- موقع مخصص لقمصان البولو فيل لومير